# Тонга на Светском првенству у атлетици на отвореном 1983.
Тонга је учествовала на 1. Светском првенству на отвореном 1983. одржаном у Хелсинкију, Финска, од 7. до 14. августа.
На првенству у Хелсинкију Тонгу је представљао 1 спортиста који се такмичио у 1 дисциплини.
Тонга није освојио ниједну медаљу нити има остварен неки резултат.

## Учесници
Мушкарци:
- Нијулоло Пелесикоти — Десетобој

## Резултати

### Мушкарци
| Атлетичар           | Дисциплина | Лични рекорд | Квалификација | Квалификација | Полуфинале | Полуфинале | Финале   | Финале       | Детаљи |
| Атлетичар           | Дисциплина | Лични рекорд | Резултат      | Место         | Резултат   | Место      | Резултат | Место        | Детаљи |
| ------------------- | ---------- | ------------ | ------------- | ------------- | ---------- | ---------- | -------- | ------------ | ------ |
| Нијулоло Пелесикоти | Десетобој  |              |               |               |            |            | 5.332    | 18 / 18 (25) | [ 1 ]  |